# 灯台

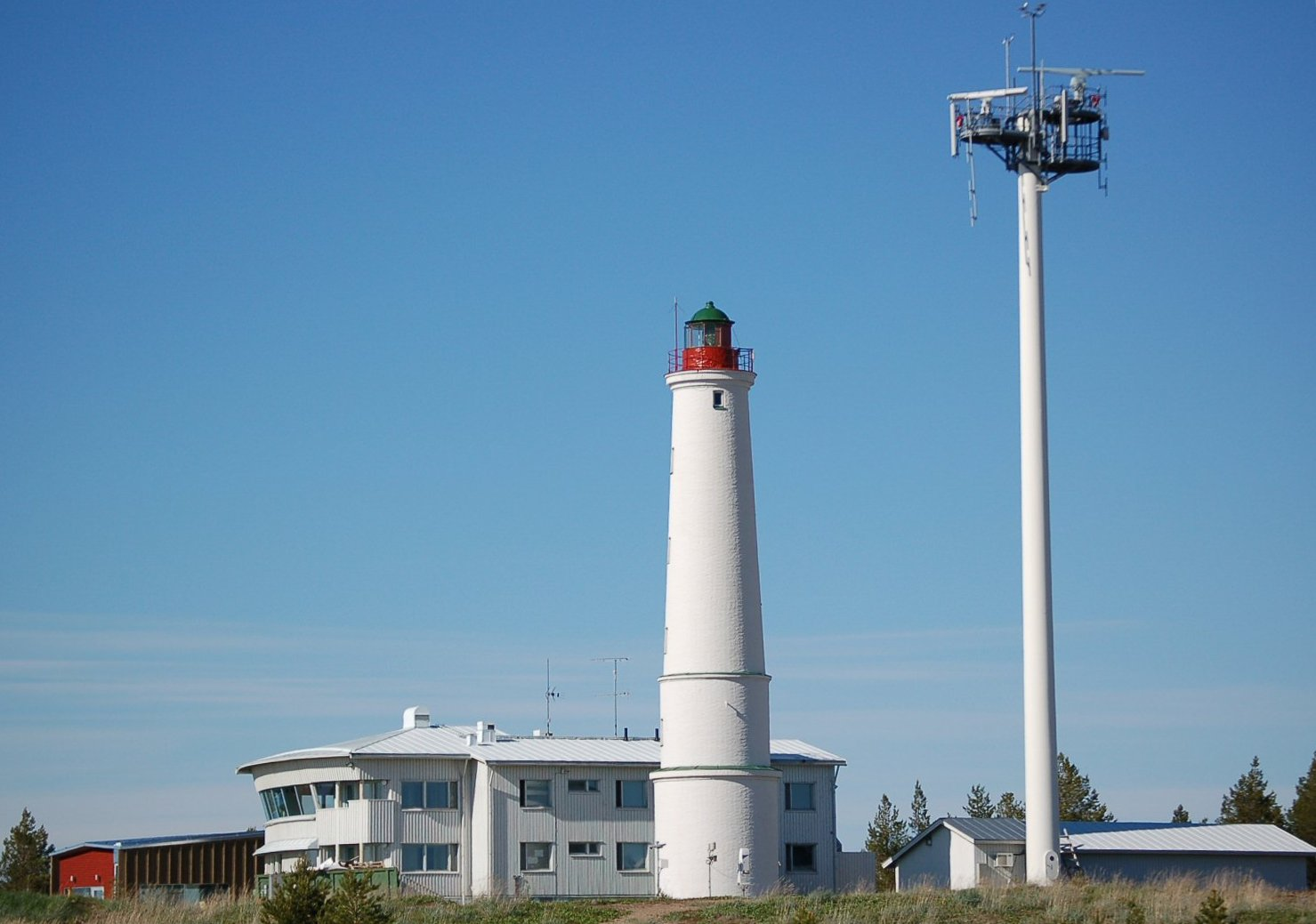
ハイルオト島（フィンランド）のマルジャニエミ灯台

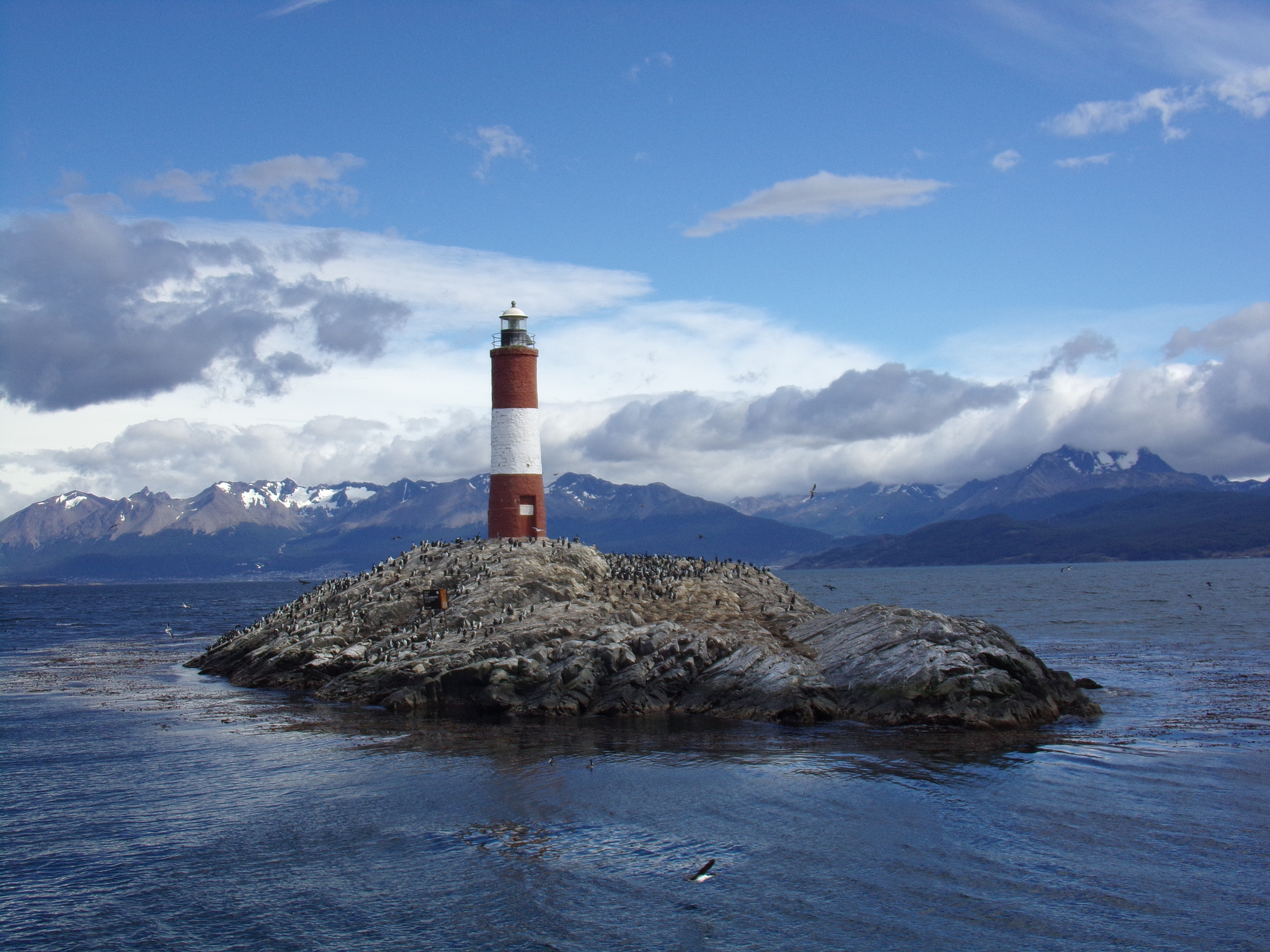
アルゼンチンのウシュアイアにある世界の終わりの灯台

灯台（とうだい、英語: lighthouse）は、岬の先端や港湾内に設置され、その外観や灯光により船舶の航行目標となる施設。航路標識のうち光波標識の一種である。

## 概説

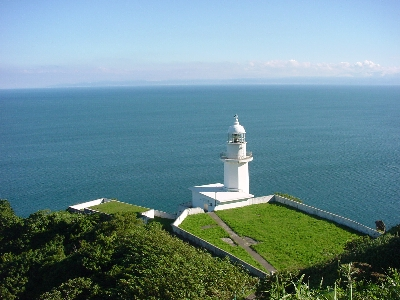
チキウ岬燈台（北海道室蘭市）

灯台は塔状の建造物で、最上部には遠方からでも識別可能な強力な光源が設置される。夜間には光源が明滅（大型のものでは光源に前置されたレンズが回転）し、航行する船舶が場所を識別する目印となる。現在の灯台は多くがコンクリート製だが、歴史的には木造や石造、煉瓦造、鉄造もあり、一部は現存する。
灯台は設置場所により、船舶が陸地、主要変針点又は船の位置を確認する時の目標となる「沿岸灯台」、又は港湾の所在、港口などを示す「防波堤灯台」の二種類にも区分される。
多くの国では、灯台は沿岸警備隊あるいは港湾行政当局の管理下にある。

## 起源
記録に残る最古の灯台は、紀元前7世紀に古代エジプトのナイル河口の寺院の塔上で火を焚いたことに始まると言われている。その後、紀元前279年頃から約19年の歳月をかけ、いわゆる世界の七不思議の一つ「アレクサンドリアの大灯台」が港口のファロス島に建設された。これは約134m の高さがあったと言われ、796年の地震で半壊するまで使用された。その後、宝物が埋まっているとの噂により破壊が進み、1375年の地震により完全に崩壊。1477年には跡地に要塞が建設され、消滅したと言われている。また、同じく世界の七不思議の一つであるロードス島の巨像も灯台の機能を果たしていた。

## 分類
- 灯台の設置場所・役割による分類  

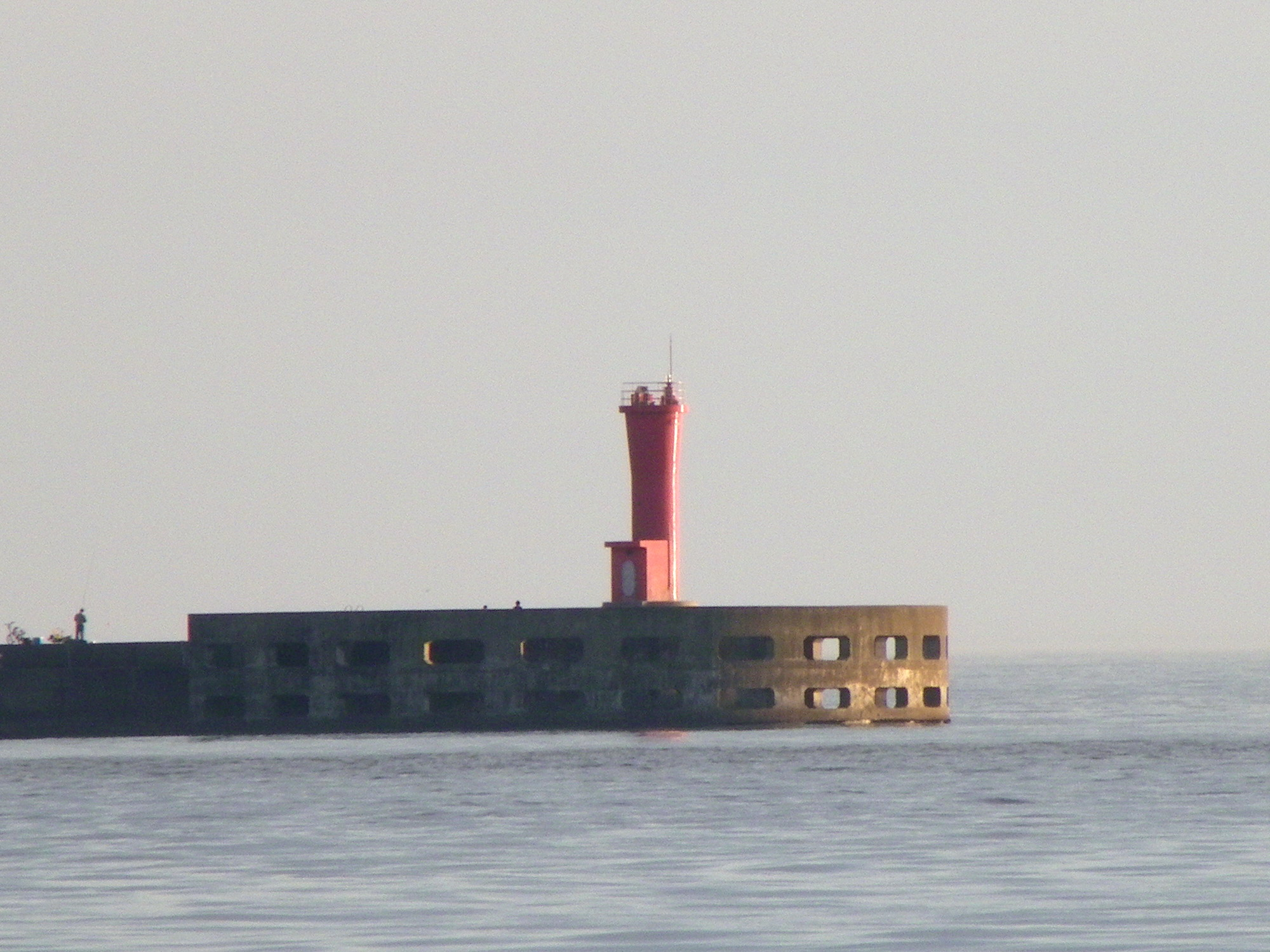
入港時、右側に赤い灯台
（福井南防波堤灯台）

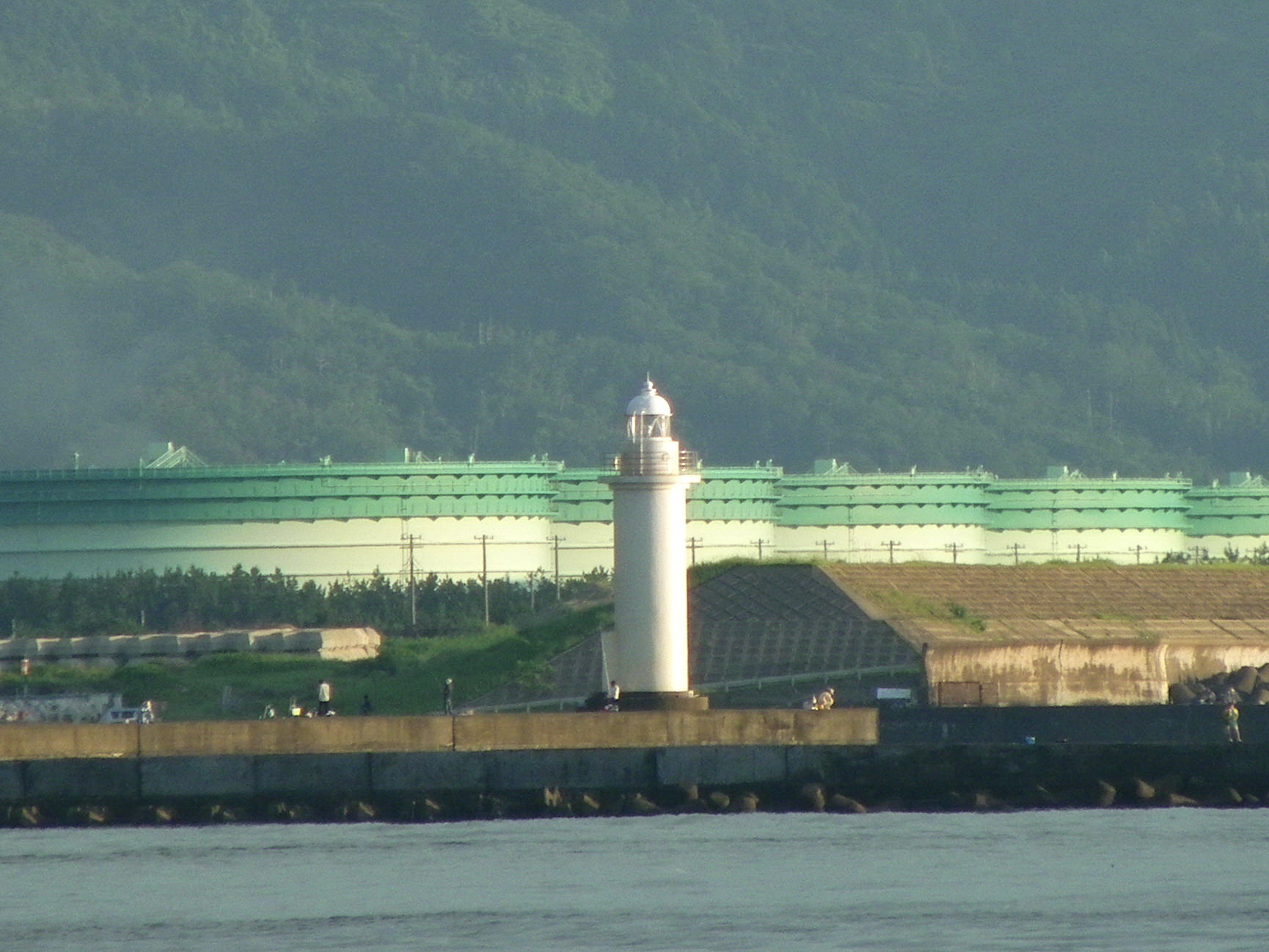
入港時、左側に白い灯台
（福井北防波堤灯台）

  - 沿岸灯台（岬や沿岸の顕著な場所に設置されているもの）
  - 防波堤灯台（港湾や漁港の防波堤の先端に設置されているもの。港に入る時「右側が塗色赤・灯色赤」「左側が塗色白・灯色緑」と、日本では海上保安庁が規定している[1][2]）

- 灯台の大きさによる分類（使用する灯台レンズの等級による） 
  - 大型灯台（第1等・第2等・第3等レンズ、または、90 cm・120 cm 回転灯器を使用しているもの）
  - 中型灯台（第4等・第5等閃光レンズ、または、60 cm・40 cm・30 cm 回転灯器、キセノン灯器を使用しているもの）
  - 小型灯台（第5等不動・第6等不動・閃光レンズ、または、37.5 cm 以下の無等不動レンズを使用しているもの）

- 灯台の材質による分類 
  - 煉瓦造灯台
  - 石造灯台
  - 木造灯台
  - 鉄造灯台
  - コンクリート造灯台

## 灯質
近隣にある灯台は、それぞれ光り方（灯質）が全て異なっており、識別できるようになっている。灯台表（海上保安庁発行）や海図には各灯台の灯質が記号で表記されている。代表的な灯質としては以下のものがある。
- 不動光 (F, fixed)： 一定の光度を常時維持している
- 明暗光 (Oc, occulting)： 一定の光を放ち、明間が暗間より長い
- 閃光 (Fl, flashing)： 約1秒程度の閃光を放つ（長閃光、急閃光がある）
- 互光 (Al, alternating)： 異色の光を交互に放つ
- モールス符号光 Mo

## 諸元
灯台の諸元は、海上からの高さを元に策定される。以下は灯光する灯台の諸元。
光達距離
3種または4種類の表し方がある。光達距離を参照。
発光間隔
発光間隔は灯台毎に定められており、その違いからどの灯台であるか判断できるようになっている。
レンズ
灯台のレンズは軽量化のためフレネルレンズの原理が取り入れられている。
大型の灯台では閃光レンズが使用されており、レンズを回転させることでレンズの中心方向に発生した閃光を回転させている。
小型の灯台では不動レンズが使用されていてレンズは回転せず、内部の灯器をサーチライトのように回転させるものや、灯器の周りのシャッターを回転させることで閃光が回転しているように見せかけているものがある。
明弧
光の発せられる水平方向（角度）。南を0°として、時計回りに表現される。360度の場合「全度」という。大きな灯台では陸上部に光が漏れないように遮蔽しているところもある。これを「暗弧」という。

## 著名な灯台

### 世界灯台100選
- 世界灯台100選
国際航路標識協会の「世界各国の歴史的に特に重要な灯台100選」に選出された灯台。日本からは5つの灯台が選ばれた（姫埼灯台、犬吠埼灯台、神子元島灯台、美保関灯台、出雲日御碕灯台）。

### 高さ順の一覧
詳細は「灯台の一覧（高さ順）（英語）」を参照

## 各国の灯台

### アメリカの灯台
アメリカ合衆国の歴史的な灯台としてニューヨーク州ロングアイランドのモントーク岬灯台（Montauk Point Lighthouse）がある。モントーク岬灯台は1796年に完成したニューヨーク州最古の灯台で、19世紀前半にヨーロッパからニューヨークを目指す船舶にとって重要な航路標識となっていた。2012年3月、モントーク岬灯台はアメリカの国定歴史建造物に選ばれた。

### 日本の灯台

#### 概要と管理
島国である日本には3000を超える灯台がある。海上保安庁交通部（旧燈台部）が所管し、個々の設置・維持・管理等を各管区海上保安本部所轄下の海上保安部が行っている。また公益社団法人燈光会が灯台についての周知活動を行っている。

#### 名称
所在地である岬や堤防の名を記する。堤防の先端に建つ灯台は原則として場所を示す固有名詞の後に堤防燈台または堤防灯台という命名をするが、重要な港湾灯台には付近に堤防が無いことも有るので「堤防」を冠していないものもある。
一般に岬に建つ灯台には岬の名前として埼(埼玉の埼)を使用する。崎が山の様子が険しいことを表す字であり、平野に突出した山地の鼻を意味するのに対して、埼には陸地が水部へ突出したところを意味する。このため、明治時代の海軍水路部以来、海図では埼の字が用いられている。なお、国土地理院では前身の陸軍陸地測量部が使用していた崎の字を引き続き用いており、地図では崎の字が用いられる。

#### 歴史
日本最初の灯台については、839年（承和6年）に復路離散した遣唐使船の目印として、九州各地の峰で篝火を焚かせたと『続日本後紀』にあるのが最初であると言われている。建設が確認できる最古の灯台は、摂津国の住吉大社（現・大阪市住吉区）の西方にあった鎌倉時代創建と伝えられる高灯籠であり、大社の馬場だった住吉公園入口に場所を移して復元された（1974年）。
江戸時代に入り海運が盛んになると、日本式の灯台である灯明台や常夜灯（常夜燈）が岬や港、港に近い神社の境内などに設置されるようになった。陸奥湾に面する青森県野辺地町には文政年間に建てられた常夜燈が残る。
航路標識として海上保安庁から正式に承認されている最古の灯台は兵庫県西宮市にある今津灯台で、1858年に再建されたものである。
日本最初の洋式灯台は1869年（明治2年）2月11日に点灯した観音埼灯台で、着工した1868年（明治元年）11月1日が灯台記念日となっている。また、現存最古の洋式灯台は旧品川燈台（1870年点灯、品川区から犬山市の博物館明治村に移築、重要文化財）、現地に建つ最古の洋式灯台は旧堺燈台（1877年点灯、大阪府堺市堺区、国の史跡）である。
日本の開国は1854年であるが、日本近海は暗礁も多い上、光達距離の短い灯明台や常夜灯の設置のみで航路標識の体系的な整備が行われていなかった。そのため諸外国から「ダークシー」と呼ばれて恐れられていた。
1866年5月にアメリカ、イギリス、フランス、オランダの4ヶ国と結んだ改税約書（租税条約、江戸条約）で8ヶ所、1867年4月にイギリスと結んだ大坂約定（大坂条約）で5ヶ所の灯台を整備することが定められた（これら13の灯台を「条約灯台」とも呼ぶ）。明治維新による政権交代のため着工が1年遅れたが、順次建設された。これらの設計・建設には、お雇い外国人であるリチャード・ヘンリー・ブラントンやレオンス・ヴェルニーなどが携わり、日本人技師の藤倉見達や石橋絢彦などが技術を学んだ。
その後、海運の発展とともに航路標識の整備も進み、第二次世界大戦直前期には400基を数えるようになったが、依然として諸外国の水準とは隔たりがあり、「ダークシー」と呼ばれる状況は続いた。昭和初期になっても伊豆諸島の式根島では私設灯明台が建てられている。だが、太平洋戦争中は灯火管制とカモフラージュで本来の役目は果たしにくかった。戦後の高度経済成長期に飛躍的に増加し、2004年4月1日時点で全航路標識総数は5,600基、うち灯台だけで3,348基となっている。その後はレーダーや全地球測位システム（GPS）の活用で廃止される灯台も相次ぎ、2020年度末には3125基へ減った。
燈台事務の所管に関しては、例えば横浜の灯台においては、外国事務官の所掌となったのが1868年1月。工部省や逓信省の燈台局などを経て、海上保安庁燈台局（現在の海上保安庁交通部）の所管となったのは戦後の1948年5月であるという。
灯台に滞在する職員の環境は過酷で飲料水などを天水に頼る場所も存在した。このため1954年（昭和29年）に日本各地で核実験由来の放射性物質を含む降雨があった際には、灯台関係者に放射線障害が出る事例も生じた。
2006年（平成18年）11月12日、日本で最後の職員滞在灯台であった女島灯台（長崎県五島市）が自動化され、全ての灯台が無人化された。なお、女島灯台は灯台守を主人公にしたことで著名な映画『喜びも悲しみも幾歳月』（木下惠介監督）の舞台の一つとなったことで知られている。

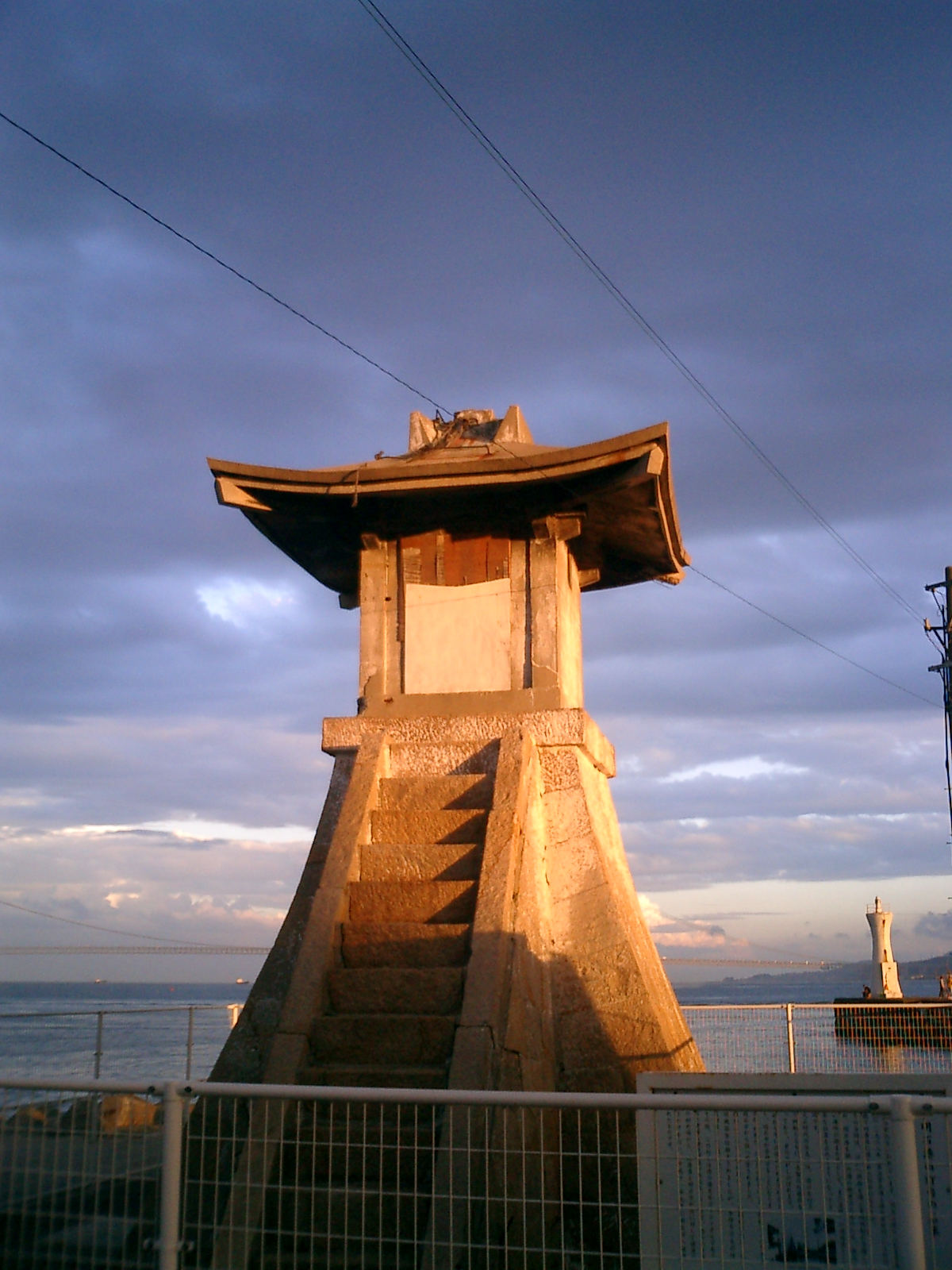
日本における現存最古級の明石港旧灯台（1657年築、兵庫県明石市）
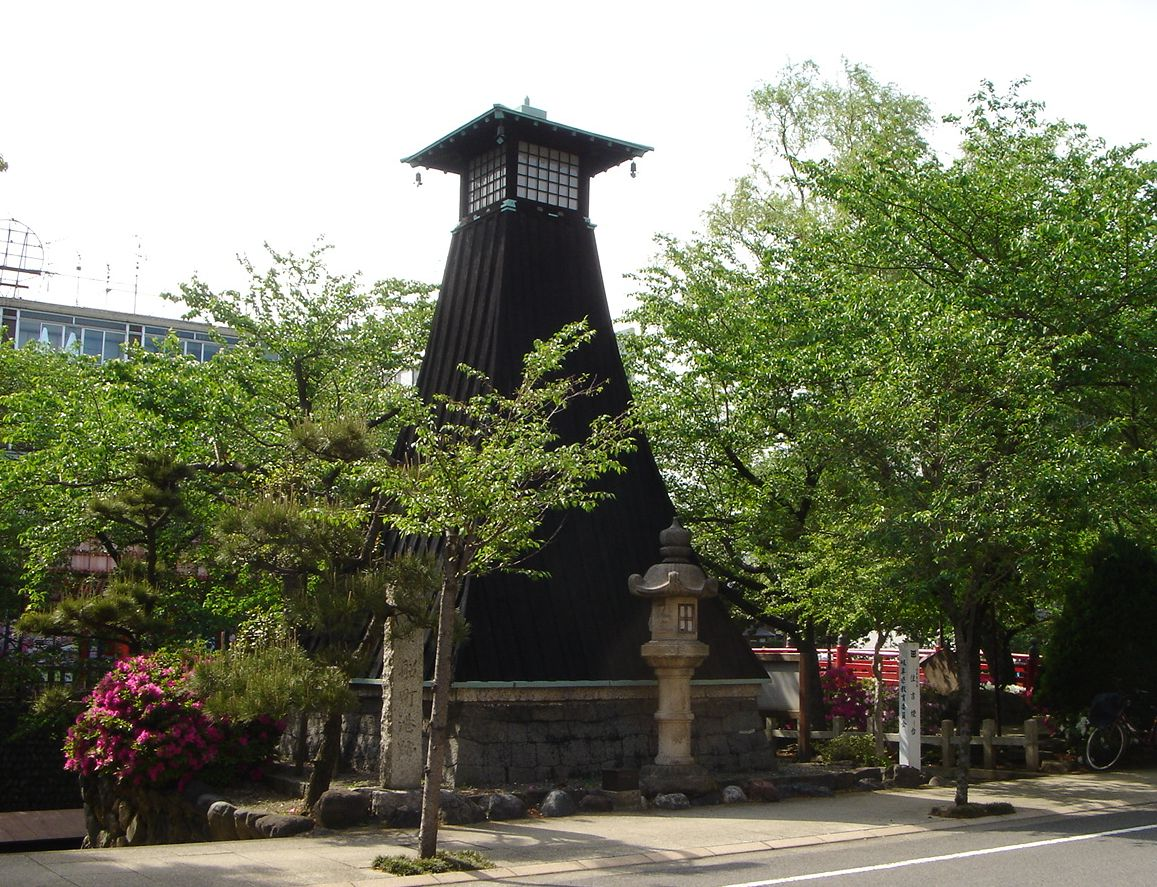
住吉燈台（1688-1704年頃築、岐阜県大垣市）
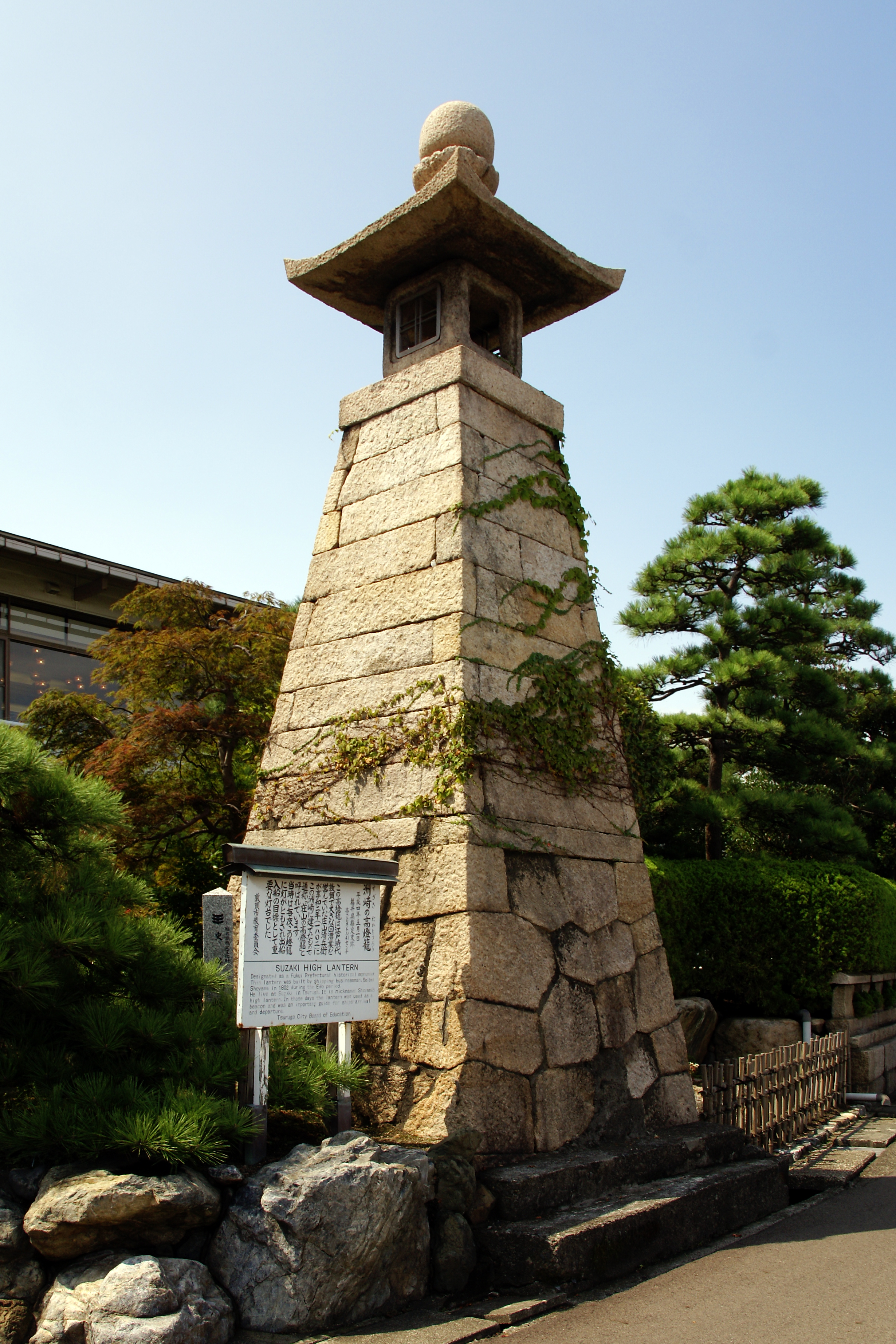
洲崎の高灯籠（1802年築、福井県敦賀市）日本海側現存最古の旧灯台
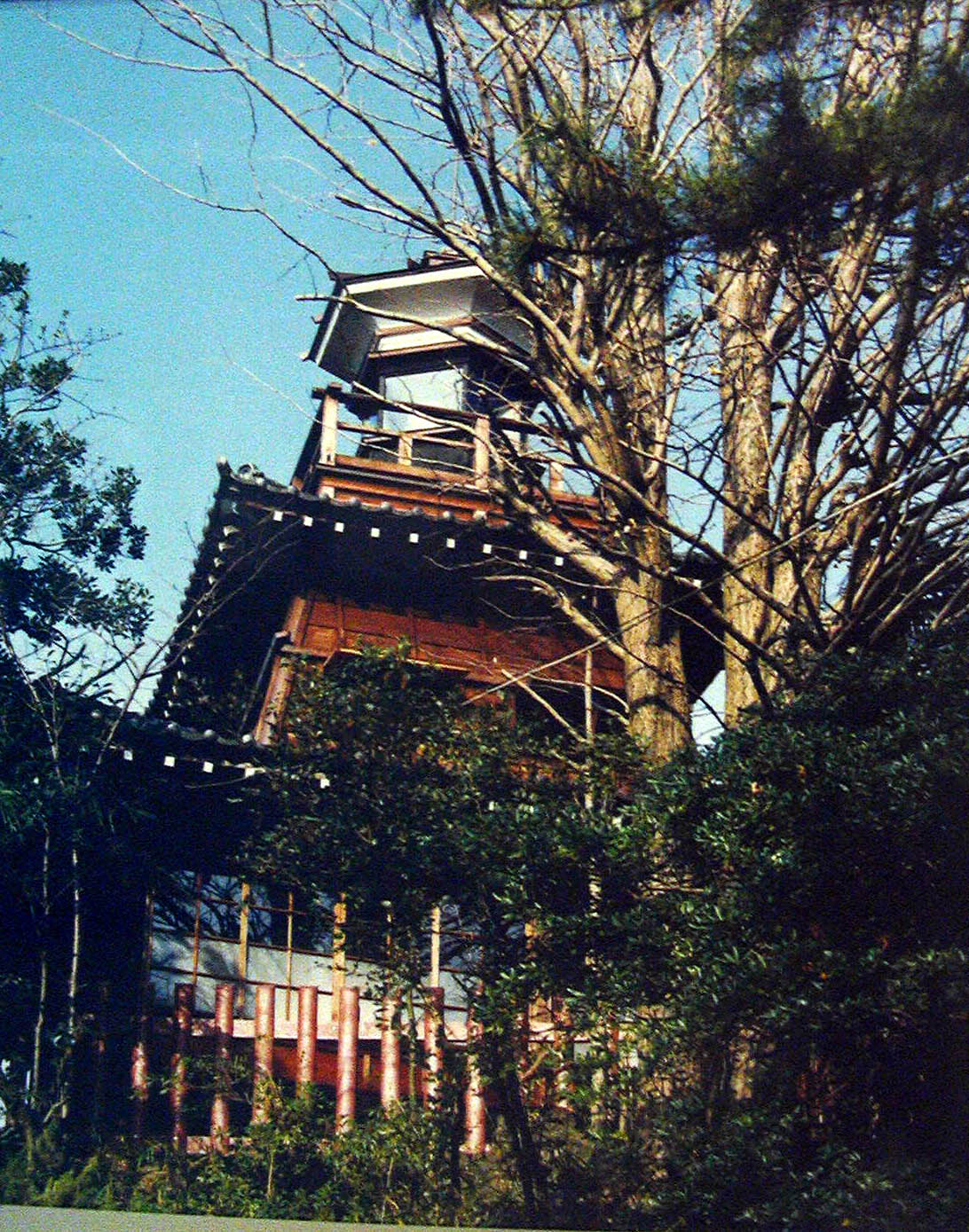
船橋大神宮灯明台（1880年築、千葉県船橋市）

##### 江戸条約の灯台一覧
1. 観音埼灯台（初点灯1869年）
2. 野島埼灯台（1870年）
3. 樫野埼灯台（1870年） - 初めて回転式閃光を採用した
4. 神子元島灯台（1871年）
5. 剱埼灯台（1871年）
6. 伊王島灯台（1871年）
7. 佐多岬灯台（1871年）
8. 潮岬灯台（1873年）

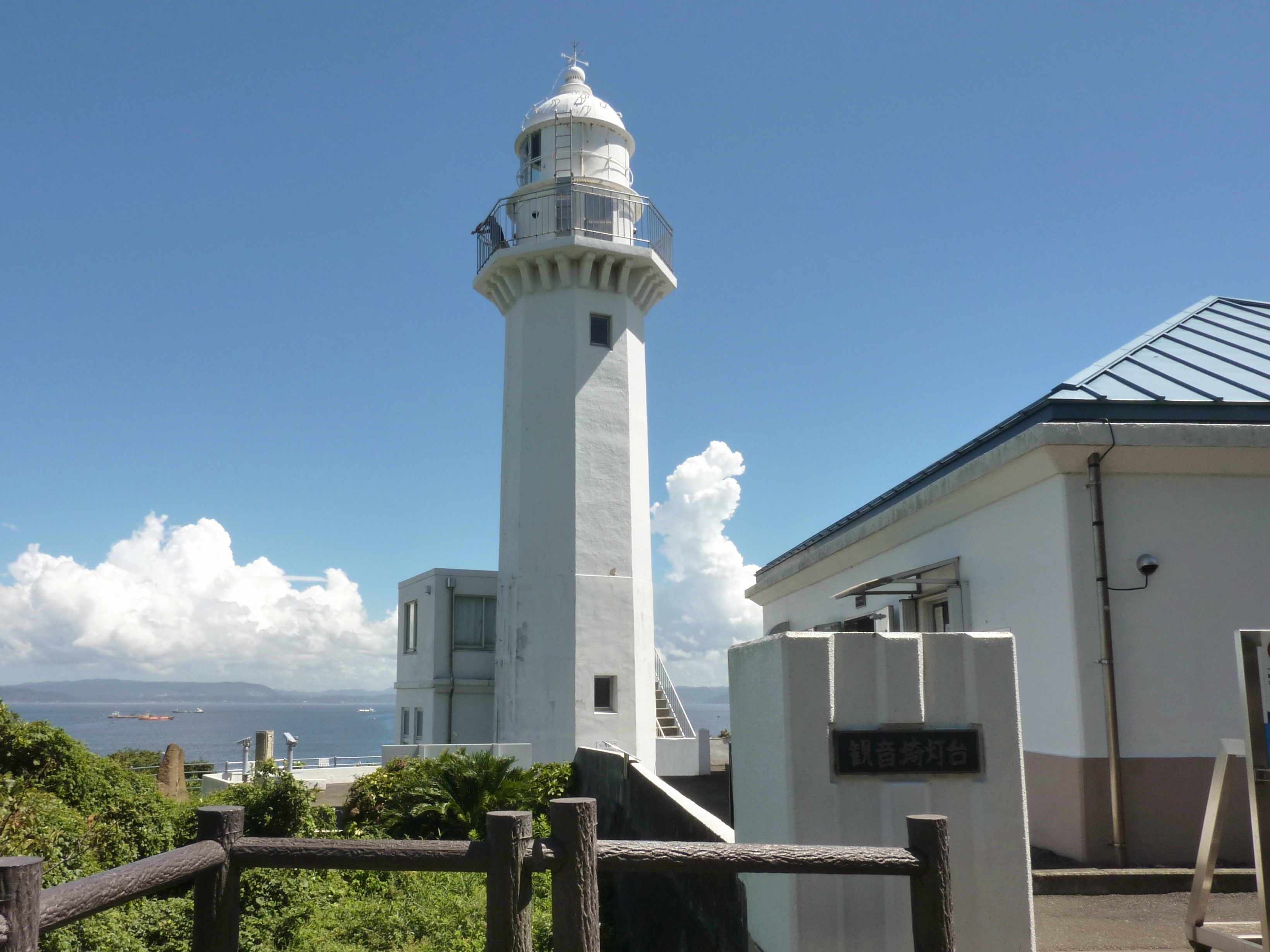
観音埼灯台
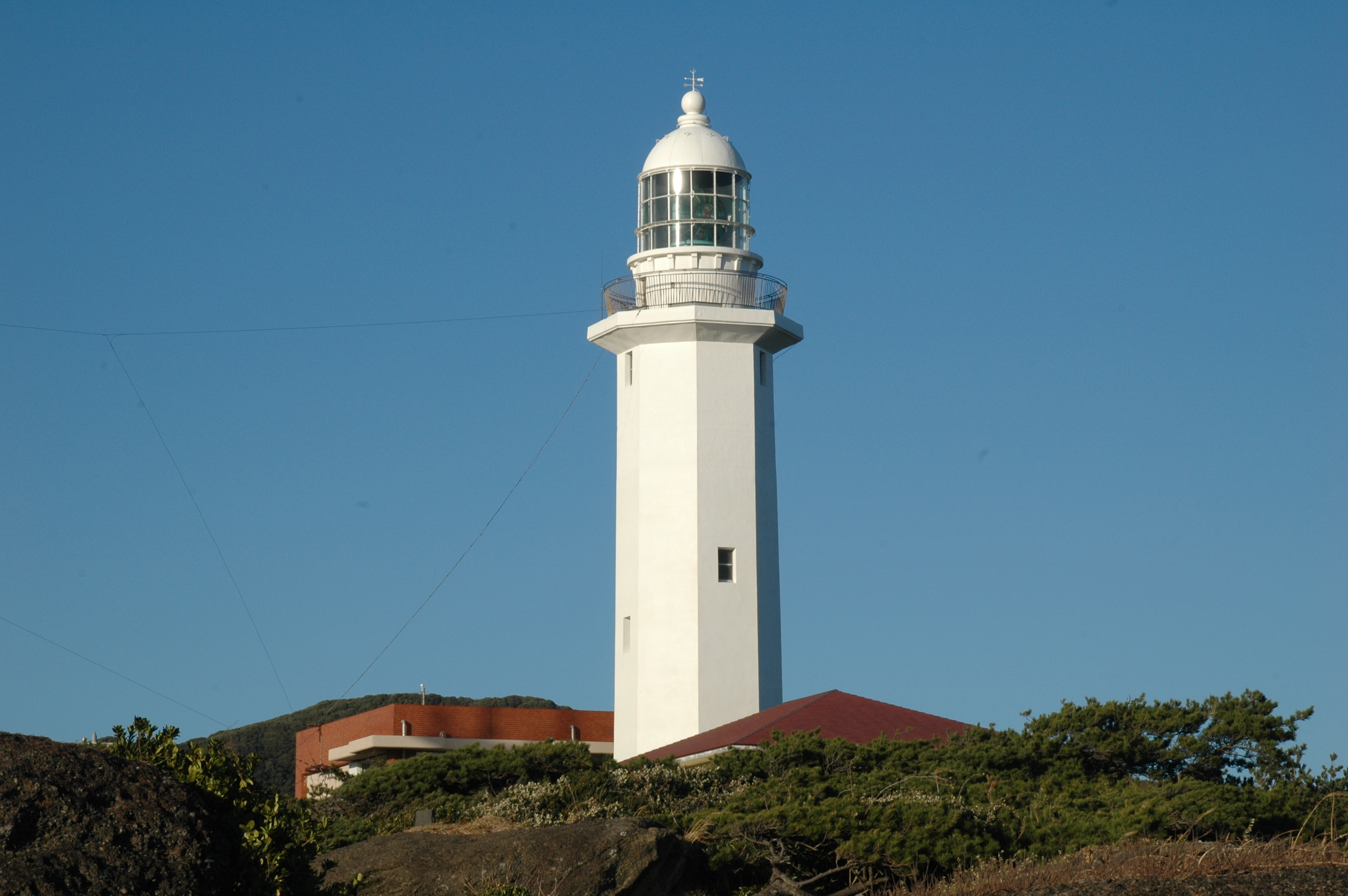
野島埼灯台
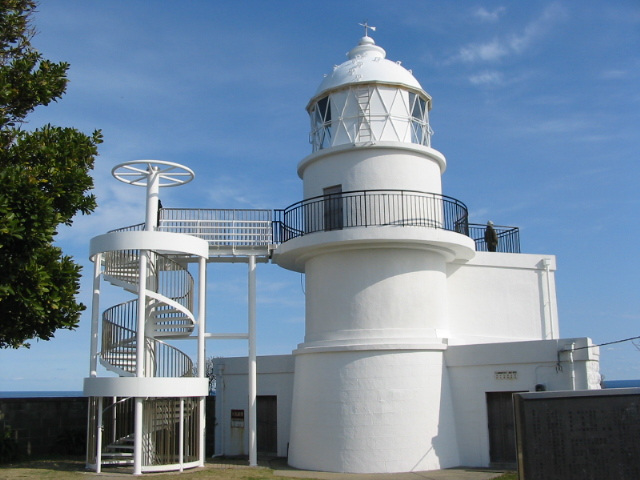
樫野埼灯台
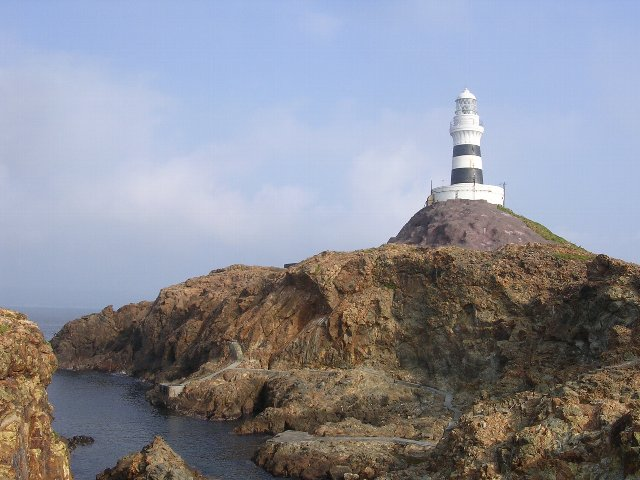
神子元島灯台
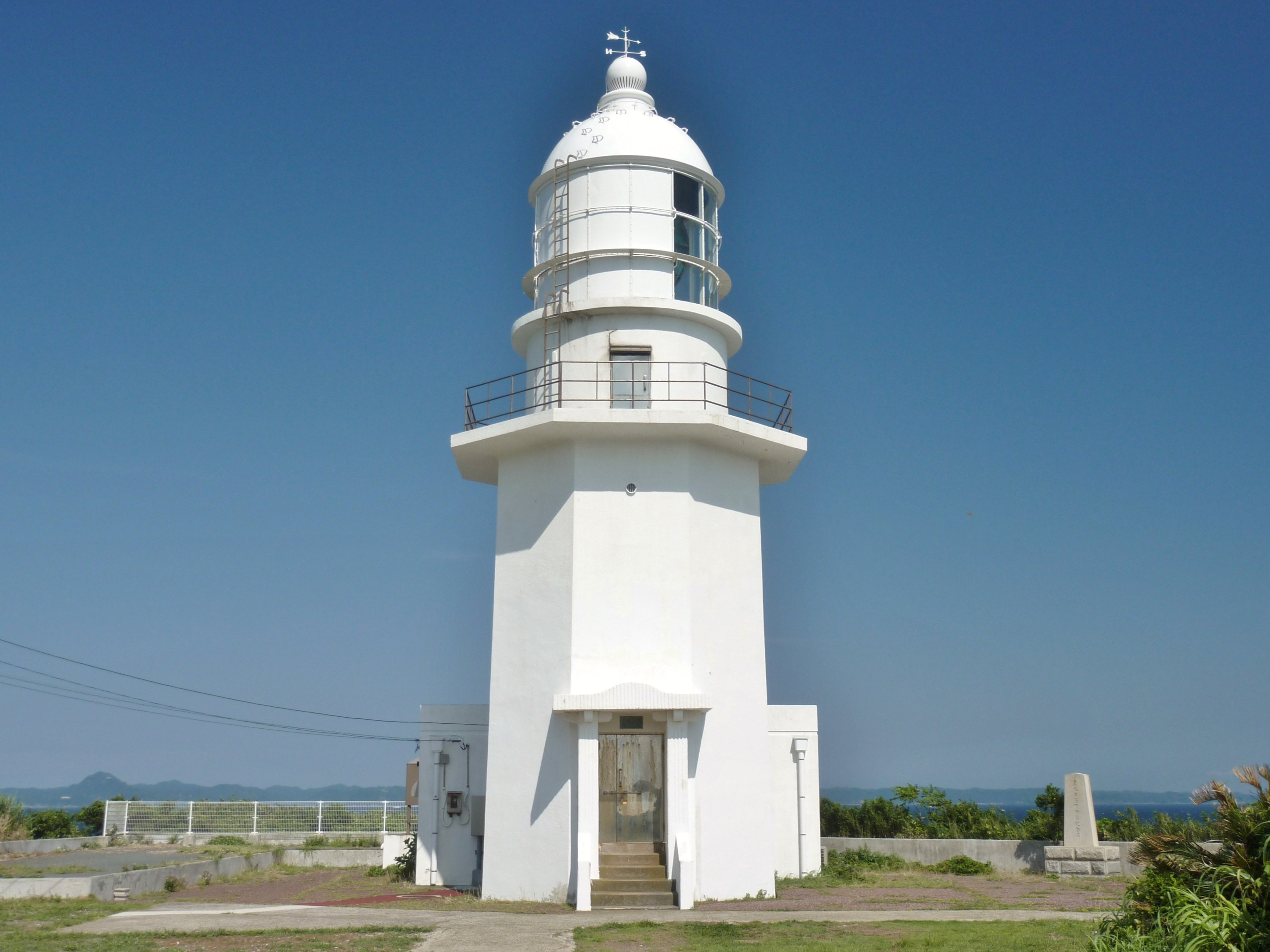
剱埼灯台
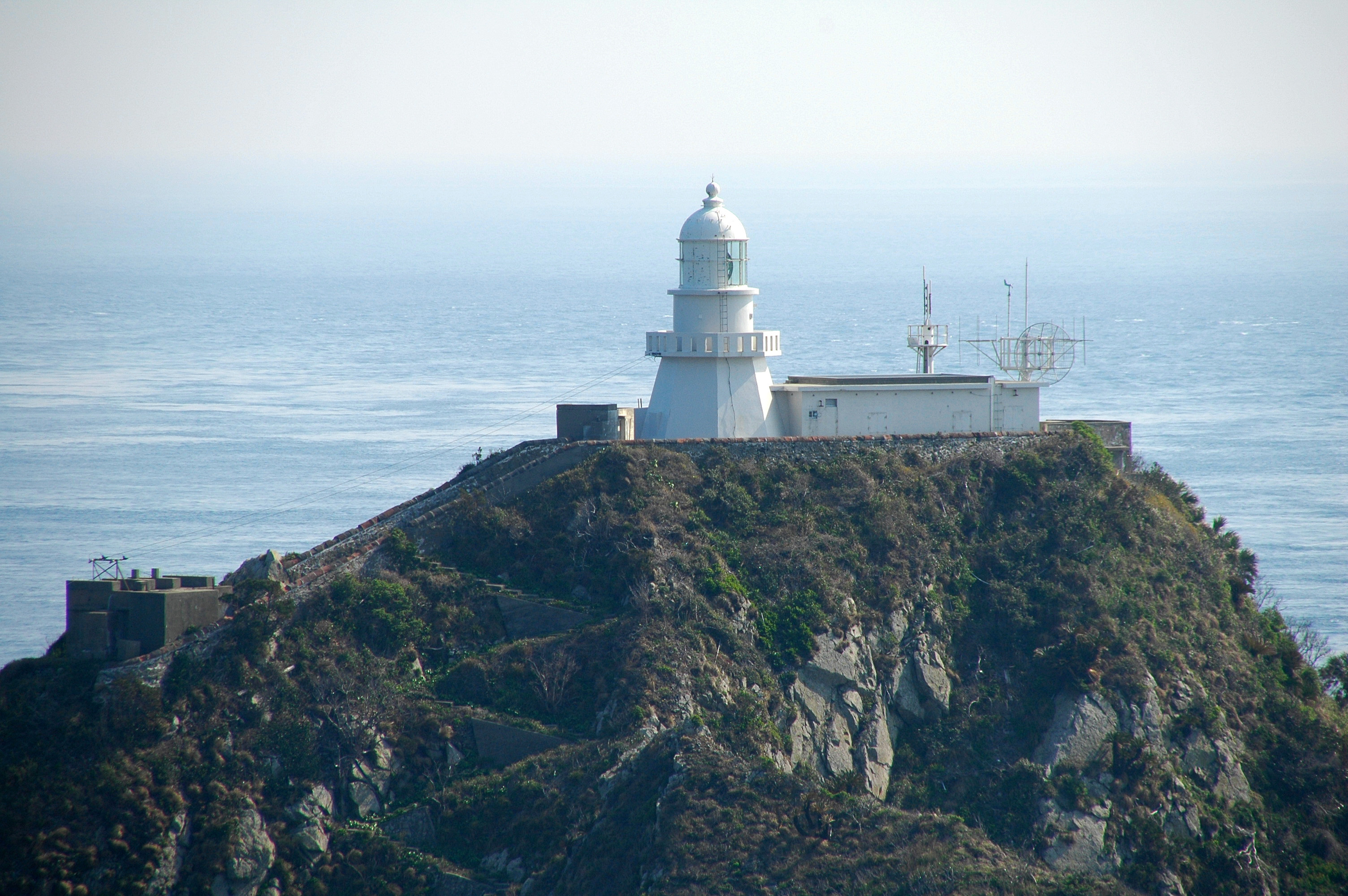
佐多岬灯台
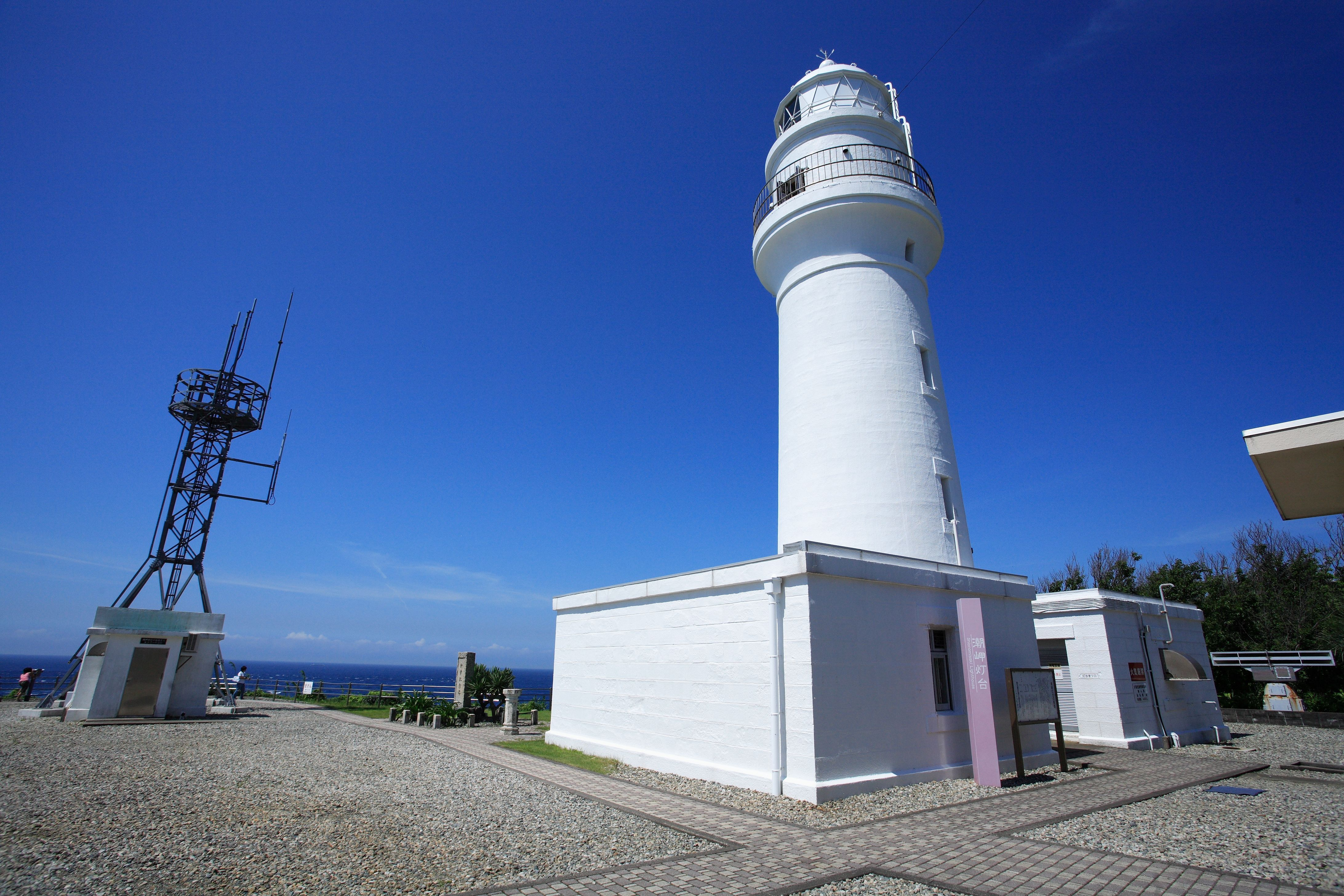
潮岬灯台

##### 大坂条約の灯台一覧
1. 江埼灯台（1871年）
2. 六連島灯台（1872年）
3. 部埼灯台（1872年）
4. 友ヶ島灯台（1872年）
5. 和田岬灯台（1872年）

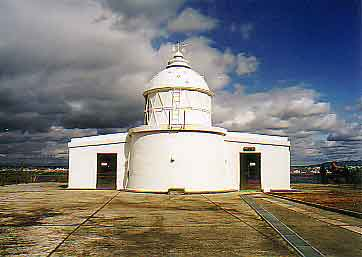
江埼灯台
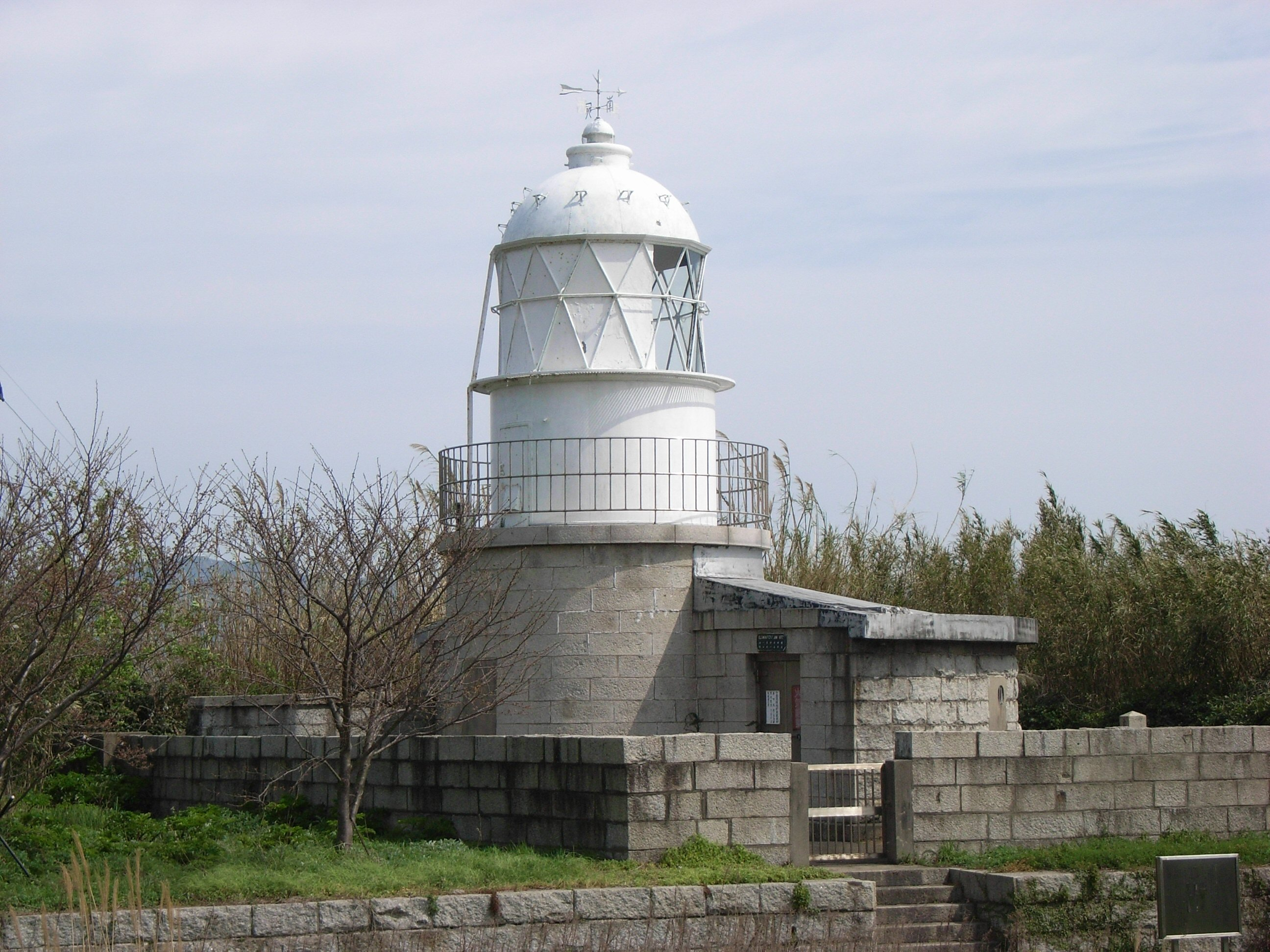
六連島灯台
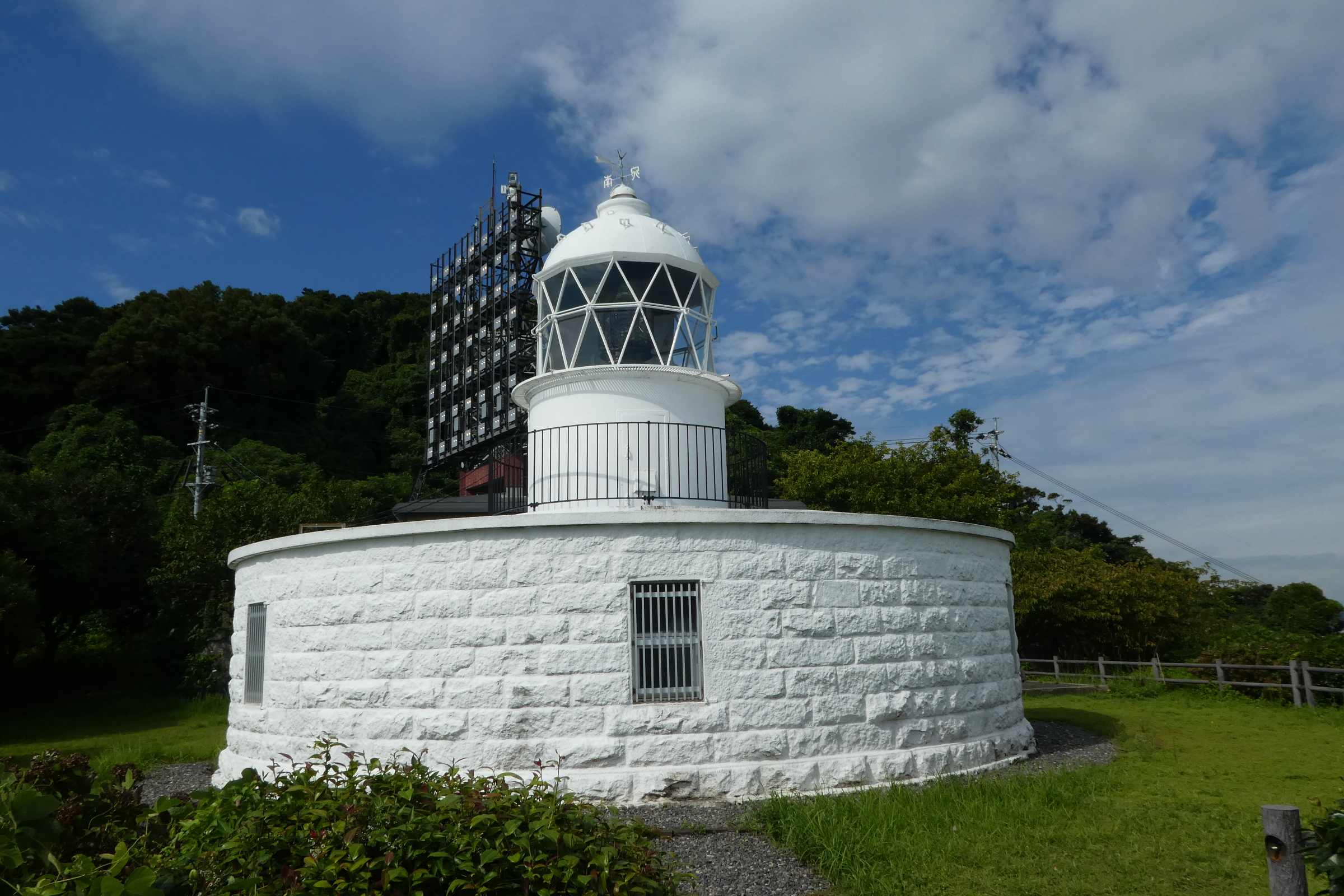
部埼灯台
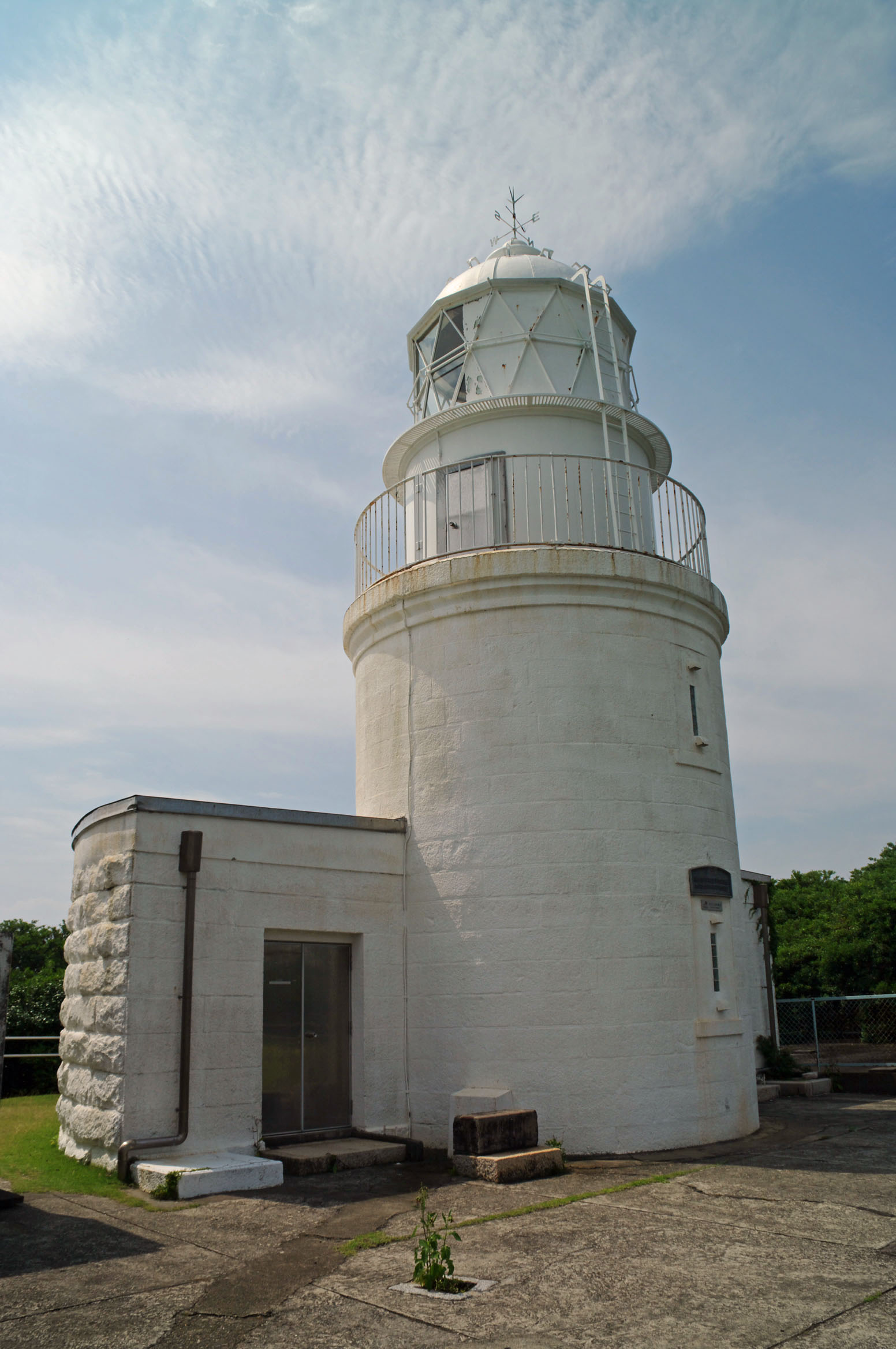
友ヶ島灯台
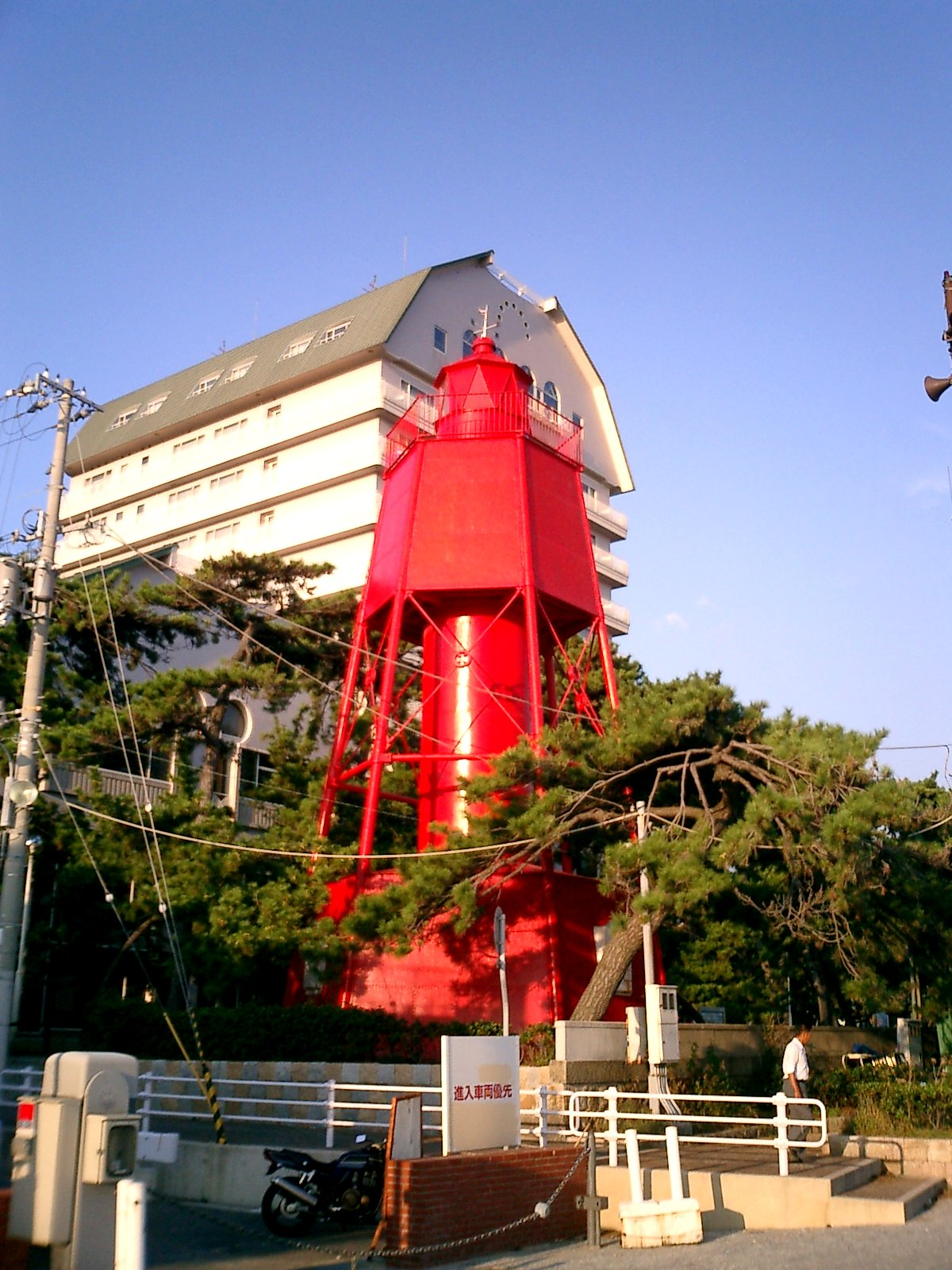
和田岬灯台

#### 日本の代表的な灯台
- 日本の灯台50選
1998年（平成10年）11月1日の第50回灯台記念日の行事として、海上保安庁が募集して一般の投票によって選ばれた日本国内の50の灯台。
- 第1等灯台
灯台で用いられる中では最大の「第1等レンズ」を採用している灯台。
- 参観灯台
常時内部が一般公開されている灯台のこと。主に公益社団法人燈光会が委託を受けて参観事業を行っており、日本全国に15基がある。
- 保存灯台
明治時代に建設された現役の灯台の中で、特に歴史的・文化財的価値が高いものを海上保安庁が選んで、保存処置を講じているもの。価値の高い順にAランクからDランクまでの4段階に区分される。
- 条約灯台
「灯台#歴史」参照。

#### 灯台の文化・観光的価値
灯台は航海の安全確保という実用に加えて、近代以前の灯台が文化財や建築史・交通史上の価値を見出されたり、灯台とそれが建つ岬などが観光地となったりしている。日本では2020年12月、4つの灯台が重要文化財に指定された（六連島灯台、角島灯台、部埼灯台、犬吠埼灯台）。海上保安庁は2018年から灯台観光の支援に乗り出し、ロケーション撮影やインターネット動画配信に協力したり、廃止灯台を公園やレストランなどに活用したい自治体へ払い下げたりしている。
常時一般公開されている灯台を参観灯台と呼ぶ。現在は15灯台で、公益社団法人燈光会などが海上保安庁から委託を受け、参観事業を行っている。これらの灯台は、上部へ登って眺望を楽しむことができるほか、資料館や展示室を併設するものもある。ただし、荒天時や冬期などには公開されない場合もある。なお、常時公開されていない灯台でも、海の日や灯台記念日（11月1日）の前後などに特別公開される場合がある。
内部へ入れない灯台も含めて、風景の一部として観光の対象とされており、官公庁や地方自治体もそうした動きを促進・歓迎している。海上保安庁はダムカードやマンホールカードに似た電子版「灯台カード」を作成・配布しているほか、2018年11月10～11日には三重県志摩市で第1回「灯台ワールドサミット」が開催され、灯台の地元自治体による協議会設立が合意された。